# 努曼·阿卡爾
努曼·阿卡爾（土耳其語：Numan Acar，1974年10月7日—）是一名德国土耳其裔男演员。阿卡爾主要在德国和土耳其电影演出。他比较知名角色有迪士尼電影《阿拉丁》的哈金（Hakim）、《长城》和电视剧《國土安全》的Haissam Haqqani。